# Always Will Be
Always Will Be is de vijfde single van de Zweedse heavy-en powermetalband HammerFall en werd uitgebracht op 27 november in 2000. Het is tevens de tweede single van het album Renegade en bevat twee nummers: Always Will Be en The Fallen One. De laatste twee nummers (gemarkeerd met een * hieronder) zijn te vinden op de digi-pack single-cd. Beide uitgaven werden enkel verkocht in Zweden en via postorder op de website van Nuclear Blast.

## Lijst van nummers
| 1.                 | Always Will Be                              | Dronjak                  | 4:49 |
| 2.                 | The Fallen One                              | Strömblad, Cans, Dronjak | 4:21 |
| 3.                 | - Always Will Be (akoestische versie)       |                          | 4:48 |
| 4.                 | - Breaking the Law (cover van Judas Priest) |                          | 2:12 |
| Totale duur: 16:10 |                                             |                          |      |

- Er werd van het nummer "Always Will Be" een muziekvideo gemaakt.[1]

## Bezetting[2]
| Naam             | Functie               |
| ---------------- | --------------------- |
| Joacim Cans      | zanger, gitarist      |
| Oscar Dronjak    | zanger, gitarist      |
| Stefan Elmgren   | gitarist, drummer     |
| Magnus Rosén     | basgitarist, gitarist |
| Anders Johansson | basgitarist, drummer  |

## Releasegegevens
- Op 9 april in 2001 werd er een Digi-pack met beperkte oplage uitgebracht die een uitgebreidere versie van de single bevat. Het werd uitgegeven met twee extra nummers namelijk "Always Will Be (akoestische versie)" en "Breaking the Law".
- Een 7" Vinyl, Shape, Picturedisc editie werd in 2001 uitgegeven en bevat twee nummers: "Always Will Be" op de A-zijde en "Always Will Be (akoestische versie)" op de B-zijde.